# Nagato Katsuya
Nagato Katsuya (永戸勝也 Nagato Katsuya, sinh ngày 15 tháng 1 năm 1995) là một cầu thủ bóng đá người Nhật Bản thi đấu ở vị trí hậu vệ cho Vegalta Sendai ở J1 League.

## Sự nghiệp câu lạc bộ
Nagato học tại Đại học Hosei đến năm 2016, có thông báo rằng anh sẽ gia nhập đội bóng J1 League Vegalta Sendai. Anh có màn ra mắt vào tháng 2 năm 2017, chơi 89 phút trong thắng lợi 1-0 trước Kashiwa Reysol, trước khi được thay ra cho Tatsuya Masushima.

## Thống kê câu lạc bộ
Cập nhật đến ngày 22 tháng 2 năm 2018.
| Thành tích câu lạc bộ | Thành tích câu lạc bộ | Thành tích câu lạc bộ | Giải vô địch | Giải vô địch | Cúp                   | Cúp                   | Cúp Liên đoàn | Cúp Liên đoàn | Tổng cộng | Tổng cộng |
| Mùa giải              | Câu lạc bộ            | Giải vô địch          | Số trận      | Bàn thắng    | Số trận               | Bàn thắng             | Số trận       | Bàn thắng     | Số trận   | Bàn thắng |
| Nhật Bản              | Nhật Bản              | Nhật Bản              | Giải vô địch | Giải vô địch | Cúp Hoàng đế Nhật Bản | Cúp Hoàng đế Nhật Bản | J. League Cup | J. League Cup | Tổng cộng | Tổng cộng |
| --------------------- | --------------------- | --------------------- | ------------ | ------------ | --------------------- | --------------------- | ------------- | ------------- | --------- | --------- |
| 2017                  | Vegalta Sendai        | J1 League             | 17           | 0            | 0                     | 0                     | 3             | 0             | 20        | 0         |
| Tổng                  | Tổng                  | Tổng                  | 17           | 0            | 0                     | 0                     | 3             | 0             | 20        | 0         |